# Suiyuan shidan
Suiyuan shidan (chinesisch 随园食单 – „Speisezettel des Sui-Gartens“) ist ein berühmtes Kochbuch des chinesischen Dichters und Gourmets Yuan Mei (1716–1798). 
Das in der klassischen chinesischen Literatursprache Wenyan geschriebene Buch ist ausführlich kommentiert in einem modernen Nachdruck in der chinesischen Buchreihe historischer Kochbücher namens Zhongguo pengren guji congkan, teilweise mit einer neuchinesischen Übersetzung, enthalten. Es wurde 1940 von Wolfram Eberhard (für die Zeitschrift Sinica) ins Deutsche übersetzt und von Panking (Pseudonym), Peking 1924, ins Französische.